# Azarschahr (Verwaltungsbezirk)
Azarschahr (persisch شهرستان آذرشهر) ist ein Verwaltungsbezirk (Schahrestan) in Ost-Aserbaidschan im Iran. Hauptstadt ist die gleichnamige Stadt Azarschahr. Nach der Volkszählung 2006 lebten dort 99.286 Menschen. Der Bezirk ist wiederum in die drei Kreise (Bachsch) Howmeh, Gugan und Mamqan unterteilt. Die Kreisnamen entsprechen den gleichnamigen Kreisstädten Howmeh, Gugan und Mamqan.